# Теодора Велика Комнина
Теодора Велики Комнин (грч. Θεοδώρα Μεγάλη Κομνηνή) је била трапезунтска царица од 1284. до 1285. из династије Великих Комнина. Уз грузијску помоћ на кратко је збацила са власти полубрата цара Јована II.
Теодора Велика Комнин (грч. Θεοδωρα Μεγαλη Κομνηνη, Теодора Велика Комнина), (пре 1253– после 1285), била је царица од Трапезунтског царства од 1284. до 1284. године. Ћерка цар Манојла I од Трапезунта и царице Русудан, грузијске принцезе. Иако је неки сматрају другом супругом цара Манојла I, Мишел Куршански тврди да је Русудан можда једноставно била његова љубавница. Куршанскис такође напомиње да су докази недовољни да би се утврдило да ли је Теодора била идентична са једном од Трапезунтских принцеза принцеза која се спомиње у Хроници епископа Стефана која се удала за племића или краља Грузије, или је била монахиња — слично као што је Ана Анахотлу била пре њене узурпације у следећем веку.
Године 1284, уз помоћ грузијског краља Имеретије, Давида VI Нарина, успела је да преузме престо од свог полубрата, цара Јована II. Цар Јован II се можда склонио у Триполис. Убрзо након тога била је поражена и Јован II је повратио свој престо, али је она успела да влада довољно дуго да је ковала своје новчиће. Неколико врста сребрних аспри и бронзаних номизми доказ су да је она била једина царица Трапезунта која је ковала новац. Њена судбина након Јованове рестаурације је непозната. Побегла је из Трапезунта 1285. и након тога нестаје из историје; можда је отишла у изгнанство у Грузију, отаџбину своје мајке.